# 아이에스동서
아이에스동서는 건설부문과 제조부문(콘크리트관련 사업)과 렌탈, 운송서비스 사업을 영위하는 회사이다. 2017년 기준 시가총액 약 1조 원에 달하며 매출액 18,843억 원에 당기순이익 2,143억 원을 내고있다. 본사는 서울특별시 강남구 영동대로 741 (청담동)에 위치에 있다. 국토교통부가 발표한 2020년 시공능력평가 결과, 토건 시평액 7,407억 원으로 50위를 기록했다.

## 역사
'아이에스동서'는 건설회사인 (주)일신건설산업이 1975년 9월 현대건설 토목사업부에서 분리 독립한 '동서산업'(구, '벽제콘크리트’)을 2008년 6월에 인수하면서 지금의 사명인'아이에스동서'로 회사명을 변경했다. 2010년에는 비데 전문 업체인 '삼홍테크'를 인수하였으며, 2011년에는 한국렌탈(주)를 인수하여 건설과 제조 및 서비스 서비스업으로 사업을 다각화했으나 한국렌탈(주)는 전략적 투자자로 참가한 드림시큐리티 등에 2019년 매각하였으며, 요업부문은 이누스(주)로 분할하여 매각하였다.

### 연표
- 1975.09 벽제콘크리트로 설립
- 1976.04 동서산업으로 상호 변경
- 1976.12 중동지사 설립
- 1980.03 진주 타일공장 준공 국내 최초 대형타일 생산, 동양 최대규모 설비
- 1982.11 이천 콘크리트공장 준공
- 1985.12 기업공개
- 1987.01 ㈜일신주택 설립
- 1989.03 ㈜일신건설산업 설립(경상남도 창원시 소재)
- 1989.04 아산 위생도기공장 준공
- 1990.03 현대그룹에서 계열 분리
- 1992.09 자회사 ㈜일신개발 설립
- 1994.09 오성세라믹스 괴산공장을 인수함
- 1995.08 천안 콘크리트공장 준공
- 1995.11 청양 콘크리트공장 준공
- 1996.06 하동 소지공장 완공
- 1996.10 이태리 타일,위생도기 전시회 CERSAIE 아시아에서 최초 참가
- 2004.02 자회사 ㈜일신이앤씨 및 일신건설산업㈜(서울특별시 소재)설립
- 2005.05 2005 여성 소비자가 뽑은 최고 명품 대상 수상
- 2005.09 2005 대한민국 대표아파트 친환경부문 대상 수상
- 2005.12 자회사 ㈜아이에스건설 설립
- 2006.07 2006 KS제품 품질우수기업 선정
- 2006.03 아파트 브랜드 '에일린의 뜰' 런칭
- 2008.06 아이에스동서㈜로 상호 변경
- 2008.07 일신건설산업(경남창원법인)을 흡수합병하고 아이에스건설, 일신개발, 일신이앤씨, 일신건설산업(서울경기법인) 등을 종속회사로 편입
- 2010.03 비데전문기업인 삼홍테크를 인수함
- 2010.05 자회사 아이에스해운㈜ 설립
- 2011.03 한국렌탈을 인수함
- 2012.02 이누스 위생도기, 타일전시장 설치(중국 청도), 자회사 아이에스인코비즈㈜ 설립
- 2012.03 중국법인 청도INUS도자유한공사 설립(중국 청도)
- 2012.06 아이에스지주 설립(아이에스동서 기업 분할)
- 2014.03 아이에스동서그룹 비전 선포
- 2014.07 한국렌탈 사우디아라비아 법인 설립
- 2015.10 논현동 이누스&이누스바스 통합 전시장 오픈
- 2016.03 재단법인 문암장학문화재단 설립, 청도INUS도자유한공사 청산
- 2016.04 삼홍테크를 흡수합병하고 아이에스동서(주)로 상호 동일, 평촌역 안양벤처밸리 아이에스비즈타워 준공
- 2016.09 한국 품질 우수기업 수상(11년 연속, 도자기질타일 부문), 다산신도시 센트럴 에일린의 뜰 준공(759세대)
- 2016.12 제13회 웹어워드코리아 생활쇼핑몰 분야 최우수상, 제12회 토목건축기술대상 건축부문 주거용 우수상, 위생도기 Good Design(GD) 우수상 등을 수상함
- 2019.05 인선이엔티 인수
- 2019.11 한국렌탈㈜ 매각
- 2019.12 티씨이(주) 인수
- 2020.05 요업부문을 분사하여 이누스㈜ 분할 설립(충청남도 아산시)
- 2020.09 이누스(주) 매각, 일신건설산업(서울경기법인)  청산
- 2020.10 (주)영흥산업환경 및 ㈜파주비앤알 인수
- 2020.11 희망 2020 이웃돕기 유공자 포상식' 부산사회복지공동모금회 회장상 및 '사회적책임경영품질 컨벤션 2020' 부총리 겸 기획재정부 장관상(최고경영자 대상) 등 을 수상함
- 2021.02 권혁운 회장이 대한민국농구협회장으로 취임함
- 2021.02 '제11회 행복더함 사회공헌대상' 여성가족부 장관상(가족사랑 사회공헌 부문) 수상
- 2021.06 골든에코주식회사 인수
- 2021.07 '2021 친환경건설산업대상' 대상(주거정비 부문) 수상
- 2021.08 '제25회 매경 살기좋은 아파트 선발대회' 최우수상(일반중견 부문) 수상
- 2021.11 '사회적책임경영품질 컨벤션 2021’ 부총리 겸 기획재정부 장관상(ESG경영 대상) 수상
- 2021.12 권혁운 회장이 '2021 주택건설의 날 기념식' 금탑산업훈장을 수상함

## 주요사업부 및 제품

### 콘크리트사업부
PHC파일, 세그먼트, 침목, 일반PC, EXT-PILE, 건축부재, 토목부재

### 건설사업부
주택, 도시개발, 주택재개발, 복합상업시설, 지식산업센터, 토목, 리조트

## 브랜드
- 에일린의 뜰
- Wonderful Ocean life W
- 아이에스비즈타워

## 브랜드 가치
- 미국 보스턴컨설팅그룹(BCG)이 2015년 발표한 전세계 가치창출기업(2015 Value creation for th rest of us) 건설부문에서 영국 Gallifor Try, 일본 Taisei를 제치고 2위에 올랐다.

## 본점 및 지점 현황
- 본점: 서울특별시 강남구 영동대로 741 (청담동)
- 이천지점: 경기도 이천시 부발읍 중부대로1763번길 12
- 창녕지점: 경상남도 창녕군 대합면 우포2로 654
- 천안지점: 충청남도 천안시 동남구 청당산업길 39 (구룡동)
- 청양지점: 충청남도 청양군 남양면 구용길 338
- 건설사업부문 부산지점: 부산광역시 해운대구 센텀중앙로 97, A동 4101호 (재송동, 센텀스카이비즈)

## 건설 부문

### 건설 중인 단지
- 대구 신암동 "동대구 에일린의 뜰" (대구광역시)
- 명지국제신도시 "에일린의 뜰"(부산광역시)
- 드림in시티 "에일린의 뜰"(울산광역시)

## 같이 보기
- 국토교통부
- 대한건설협회
- 건설워커